# باينغان
باينغان (بالفارسية: باینگان) هي إحدى مدن محافظة كرمانشاه غرب إيران. يقدر عدد سكانها بـ 1,634 نسمة .